# Early On (1964-1966)
Early On (1964-1966) è un album di raccolta del cantautore britannico David Bowie, pubblicato nel 1991.

## Tracce
Tutte le tracce sono state scritte da David Bowie, eccetto dove indicato.
1. Liza Jane – 2:18 (Leslie Conn)
2. Louie, Louie Go Home – 2:12 (Mark Lindsay, Paul Revere)
3. I Pity the Fool – 2:09 (Deadric Malone)
4. Take My Tip – 2:15
5. That's Where My Heart Is – 2:28
6. I Want My Baby Back – 2:39
7. Bars of the County Jail – 2:07
8. You've Got a Habit of Leaving – 2:31
9. Baby Loves That Way – 3:02
10. I'll Follow You – 2:02
11. Glad I've Got Nobody – 2:31
12. Can't Help Thinking About Me – 2:47
13. And I Say to Myself – 2:29
14. Do Anything You Say – 2:31
15. Good Morning Girl – 2:14
16. I Dig Everything – 2:44
17. I'm Not Losing Sleep – 2:52